# Romeyno Gutiérrez Luna
Valente Romeyno Gutiérrez Luna (Retosachi, Chihuahua, México, 24 de junio de 1986), más conocido como Romeyno Gutiérrez, es un pianista concertista Rarámuri. Se le reconoce como el primer concertista de piano de dicha etnia en México. Ha realizado presentaciones en Ciudad de México, Europa y Estados Unidos. Es además escritor, transcriptor y adaptador de música tradicional rarámuri para piano.

## Biografía

### Primeros años y formación
Es hijo de Juan Gutiérrez Recalachi y Regina Luna, ambos músicos tradicionales rarámuris. Creció en la comunidad de Retosachi, municipio de Guachochi, en la Sierra Tarahumara. Aprendió a leer notación musical antes de dominar el idioma español. A los cinco años escuchó por primera vez música de Frédéric Chopin y Ludwig van Beethoven interpretada por el pianista Romayne Wheeler, quien residía temporalmente en la región.
Realizó estudios en el Conservatorio de las Rosas en Morelia Michoacán, donde fue discípulo de la pianista Martha Irene Méndez. Posteriormente cursó estudios de piano en el Conservatorio de Música de Chihuahua y en la Facultad de Artes de la Universidad Autónoma de Chihuahua, donde fue alumno de la pianista armenia Lilit Margaryan Sorkisyan. Obtuvo el título de Pianista Concertista y realizó estudios adicionales en Europa, impulsado por Wheeler.

### Relación con Romayne Wheeler
Romayne Wheeler, pianista concertista y compositor estadounidense, estableció una estrecha relación con la comunidad rarámuri tras trasladarse a la Sierra Tarahumara. Allí entabló amistad con Juan Gutiérrez, padre de Romeyno, quien prometió nombrar a su primer hijo en honor al músico. Wheeler fue padrino de bautizo de Romeyno y se convirtió en su mentor musical. Bajo su tutela, Gutiérrez Luna perfeccionó su técnica pianística y comenzó su carrera como concertista. Wheeler le obsequió un piano de cola y ambos han compartido presentaciones públicas, donde suelen vestir la indumentaria tradicional rarámuri.

## Carrera
Ha ofrecido recitales en escenarios de Chihuahua, Ciudad de México y otras entidades del país. A los 16 años se presentó en el Zócalo de la capital mexicana. Posteriormente realizó giras por España, Italia y Austria junto a Romayne Wheeler, y ha participado en certámenes y conciertos en Canadá, Alemania, Suiza, Países Bajos y Reino Unido.
Además de interpretar obras del repertorio clásico occidental, ha adaptado música tradicional rarámuri para piano. Su repertorio combina obras clásicas con piezas de su herencia cultural. Durante sus presentaciones suele vestir indumentaria típica de su pueblo.

## Vida personal
En 2014 contrajo matrimonio con Elvira Luna, enfermera de profesión, con quien tiene una hija. Ha sido docente en la Casa de la Cultura de Hidalgo del Parral y ha participado como candidato a diputado federal. También ha sido titular de la Dirección de Cultura de Hidalgo del Parral. Parte de los recursos que obtiene mediante su actividad musical los destina a promover la educación y la cultura de su comunidad.